# Vision Airlines
Vision Airlines (anciennement Vision Air) était une compagnie aérienne des États-Unis fondée en 1994 par William S. Acor et son frère Steven Acor dont le siège social se situait Suwanee, comté de Gwinnett mais dont les activités aériennes dépendaient de bureaux à North Las Vegas (Nevada).

## Historique
À l'origine effectuant des vols touristiques au-dessus du Grand Canyon et autres sites de l'Ouest américain avec un unique Piper PA-31 Navajo Chieftain de 9 places lors de sa création en 1994 à partir de l'aéroport de North Las Vegas, cette entreprise effectuant des vols charters s'est rapidement développé.
Fin 1995, sa flotte comptait 6 Piper Chieftain. En 1996, elle annonce avoir dépassé le cap des 50 000 passagers et se procura un Boeing 737 aménagé pour les VIP pour Premier Aircraft Management, une société ayant effectué des Extraordinary rendition pour la CIA avant d'être absorbé par Vision Airlines.
En 1997, la société employé environ 200 personnes et avait 10 Piper Chieftain. En 1998, la société à 16 Piper Chieftain et met en service son premier Dornier 228; en 1999, elle approche la barre des 60 000 passagers, achète un deuxième Dornier 228 et sa société de locations de voiture, Vision Coach, dépassent les 30 000 clients.
En 2000, elle déclare devenir la seconde compagnie touristique effectuant des tours sur le Grand Canyon. Si 2001 est une année record pour son activité touristique, les attentats du 11 septembre 2001 font chuter le tourisme de 80 %.
En 2002, elle retire ses Piper du service et Vision Coach dépassent la barre des 50 véhicules. En 2003, elle met en ligne 8 nouveaux Dornier 228 et devient la première compagnie touristique du Grand Canyon et 2005, elle acquiert des Dornier 328.
Elle devient entre autres un prestataire de service officiel pour l'administration américaine en effectuant depuis 2005 pour le département de la Défense des liaisons entre l'aéroport international Franz-Josef-Strauss de Munich - qui est devenu une base logistique majeure de la société -, l'aéroport international de Kaboul et l'aéroport international de Bagdad et pour la Central Intelligence Agency des transferts de suspects de terrorisme pour les prisons secrètes de la CIA en l'Irak et au Turkménistan.
En 2007, elle acquiert de nouveaux Boeing 737 et en 2009 passe également sur Boeing 767.
Lors du séisme de 2010 à Haïti, des pilotes volontaires participèrent aux secours.
Le 9 juillet 2010, c'est à bord d'un Boeing 767 de Vision Airlines que sont amenés à l'aéroport de Vienne-Schwechat dix agents « illégaux » russes arrêtés par le FBI pour un échange contre quatre Russes accusés d'espionnage au profit des États-Unis et du Royaume-Uni.
Le 19 janvier 2011, la compagnie annonce vouloir effectuer des vols commerciaux vers une vingtaine de villes aux États-Unis à partir du 25 mars 2011 depuis le hub de Northwest Florida Regional Airport situé à Eglin Air Force Base, mais n'a pas fait son premier paiement de droit d'établissement des passagers jusqu'à octobre 2011, quand il a envoyé un paiement de 55 000 $. La compagnie aérienne a alors accepté un plan visant à faire des paiements hebdomadaires de 25 000 $, ce qui aurait payé la dette en seulement 11 semaines. Après cela, cependant, les paiements ont ralenti et se sont finalement arrêtés complètement. Vision Airlines également cessé de communiquer avec l'aéroport et n'a pas répondu aux questions des médias. Vision Airlines doit des dettes similaires dans d'autres villes qu'elle desservait, y compris Louisville, Kentucky, Gulfport, Mississippi, Little Rock, Arkansas et Bâton Rouge, en Louisiane.
En janvier 2013, le comté d'Okaloosa, en Floride, a déposé une poursuite contre Vision Airlines afin de récupérer plus de 146 000 $ en taxes impayées.
En juin 2013, son site ne présente des vols réguliers que sur les lignes reliant l'aéroport international de Gulfport-Biloxi à l'aéroport international Orlando Sanford et l'aéroport international St. Petersburg–Clearwater.
Depuis au moins 2016, elle n'a plus d'avions à son nom.

## Organisation
La société dépend d'un holding, la Vision Air Holding Co. (VAHC) détenu à 75 % par son président et fondateur, William S. Acor et son frère, Steven Acor, vice-président à travers AVI Investment Group et à 25 % par Club Excellence Inc. du Malaisien Lee Kim Yew, magnat de l'immobilier.
Ce holding comprend, outre la compagnie aérienne :
- Vision Holidays, voyagiste ;
- Vision Coach, location de voiture ;
- Vision Asset Co., branche leasing possédant les avions de la compagnie.

## Flotte

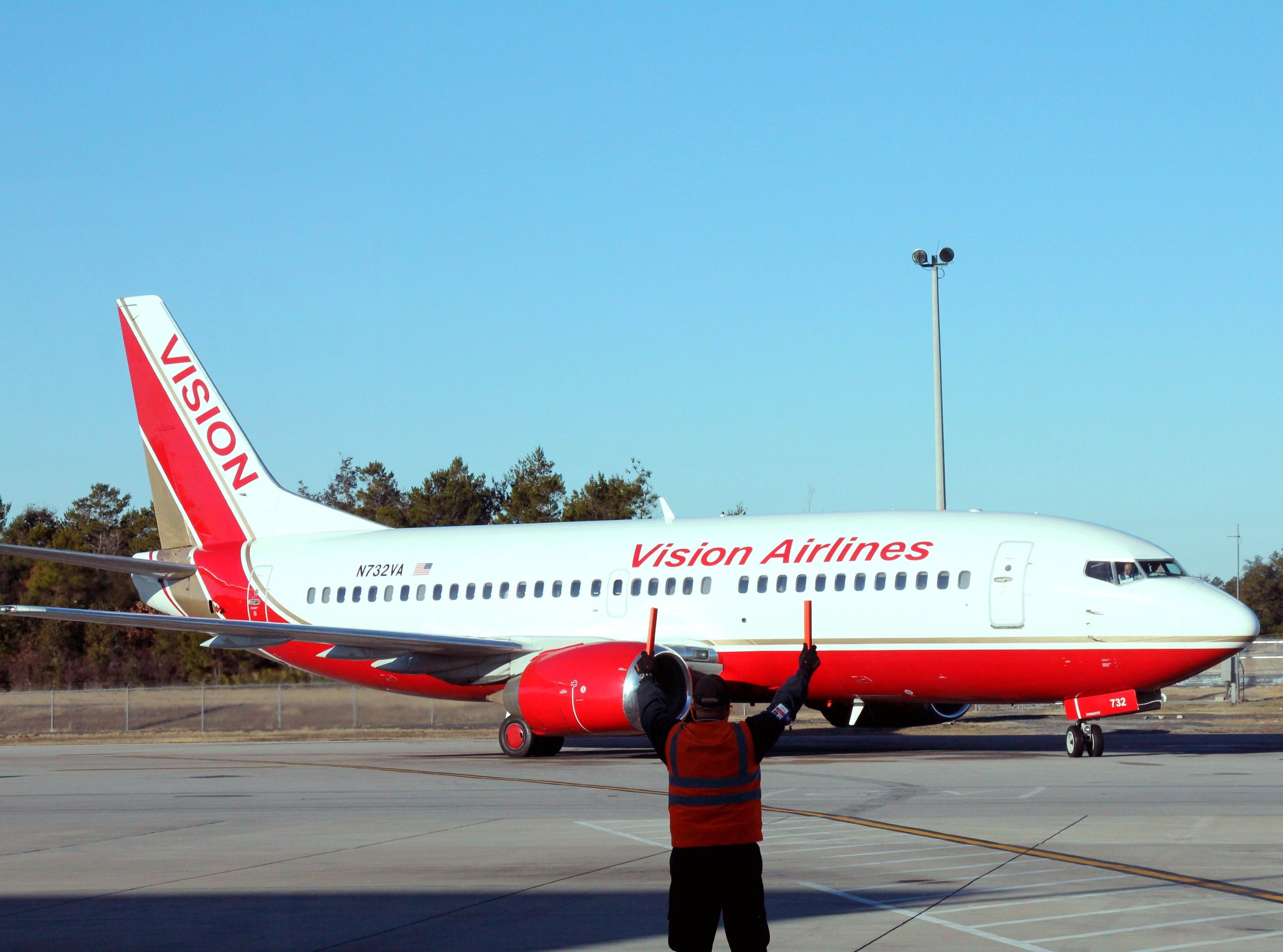
Un Boeing 737-300 de Vision Airlines.

En juillet 2010, elle compte 21 avions :
- 4 Boeing 767-200
- 6 Boeing 737
- 1 Bombardier Dash 8 Q200
- 5 Dornier 328
- 5 Dornier 228

En juin 2013, le statut de la flotte n'est pas précis. Selon le Wikipedia english, elle ne comporte plus que 8 appareils dont un stocké :
- 1 Boeing 737-400 de 146 places
- 1 Boeing 737-300 de 136 places
- 1 Dornier 328 de 30 places travaillant pour le gouvernement américain et un autre stocké
- 4 Dornier 228 de 19 places

Selon un site spécialisé, Air Fleet, à une date non spécifié, elle comporte :
- 2 Boeing 767-200 actif et 2 stocké
- 2 Boeing 737-400 de 146 places actif et un stocké
- 1 Boeing 737-300 de 136 places actif
- 1 McDonnell Douglas MD-82 stocké

Selon un autre site, Planespotters, au 2 mai 2013, elle comporte:
- 1 Boeing 767 actif et 2 stocké, et s'est séparé du 4e
- 3 Boeing 737 actif
- 5 Dornier 328

Comme indiqué plus haut, en date de 2018, elle n'a plus aucun avion en service.